# بخش مولزیم
بخش مولزیم (به فرانسوی: Arrondissement de Molsheim) یک بخش در فرانسه است که در با-رن واقع شده‌است.